# Прекрасная Регина из Кайвопуйсто
Прекрасная Регина из Кайвопуйсто (фин. Kaivopuiston kaunis Regina) — финский драматический фильм режиссера Тойво Сярккя, вышедший в 1941 году.
В фильме снялись две звезды золотого века финского кино — Тауно Пало и Регина Линнанхеймо. События фильма происходят в 1853 году в Хельсинки.
Фильм был продан для проката в Швеции, Дании и Болгарии. В год выхода стал первым финским фильмом, принявшим участие в Венецианском кинофестивале.

## Сюжет
Регина Берг, потерявшая родителей, живёт с бабушкой в Кайвопуйсто в небольшой хижине рядом с виллой. Летом на виллу приезжает княгиня Кристина Попофф (Попова) со своей свитой. В состав свиты входит двоюродный брат княгини, дамский угодник лейтенант Энгельберт фон Лейонкрона, в которого влюблена дочь городского судьи фон Хайдемана.
Кристина Попофф устраивает бал, на который хочет попасть Регина. Она тайно берёт одно из платьев княгини, и ей удаётся попасть на вечеринку. Энгельберт обращает внимание на Регину, которая убегает, но, как и Золушка, роняет туфельку. Энгельберт не может забыть Регину, а девушка не может перестать думать о молодом дворянине. Однако их любовь будет подвергнута испытанию, так как вот-вот разразится Крымская война.

## В ролях
- Регина Линнанхеймо — Регина Берг
- Тауно Пало — Энгельберт фон Лейонкрона
- Эстер Тойвонен — княгиня Кристина Попофф
- Сийри Ангеркоски — Эмилия, бабушка Регины
- Топпо Элонперя — Хейкки Васара
- Унто Салминен — Онтрей, денщик Энгельберта
- Эльса Ранталайнен — дама судьи
- Юрье Туоминен — судья фон Хайдеман
- Сиркка Раутяйнен — Элизабет фон Хайдеман
- Иря Куусла — Матильда

## История создания
Фильм создан по мотивам романа Kaivopuiston kaunis Elsa Каарины Каарна (урожденная Виитайноя), жены художника и кинорежиссёра Калле Каарна. Роман был издан журналом Perjantai в 1936 году. Изначально Каарна предложила экранизировать свой роман кинокомпании Suomi-Filmi, но режиссёр Ристо Орко отверг эту идею. Писавшая под псевдонимом «Тууликки Каллио» Каарина Каарна во избежание раскрытия личности вела связанную с фильмом переписку с режиссёром Сярккя через почту Торнио.
Съемки фильма начались летом 1940 года и длились полгода. Сцены под открытым небом снимались в районах Кайвопуйсто и Улланлинна. Вилла Кляйнех по адресу Итяйнен Пуйстотие, 7, в которой в настоящее время располагается посольство Нидерландов, стала виллой княгини Попофф. Прыжок Регины с прогулочного катера в море снимали в заливе Круунувуоренселкя в октябре в холодный ветреный день. У Регины Линнанхеймо была дублерша в сцене с обнажением и съёмками в воде. Для сцены венчания была выбрана церковь Святой Марии в Холлоле. Другие сцены снимались в студии кинокомпании Suomen Filmiteollisuus в Хельсинки. Танцевальные сцены снимались одновременно на три камеры.